# Anders Jonas Ångström
Anders Jonas Ångström [czyt.: Ongström] (ur. 13 sierpnia 1814 w Lögdö, zm. 21 czerwca 1874 w Uppsali) – szwedzki fizyk i astronom, jeden z twórców spektroskopii. Członek Szwedzkiej Akademii Nauk i laureat Medalu Rumforda.

## Życiorys
Zajmował się przez długi czas teoretycznym opracowaniem obserwacji z zakresu magnetyzmu, dokonanych na fregacie „Eugenia” podczas żeglugi dookoła świata (1851-1853).
Od roku 1858 pracował jako profesor na Uniwersytecie w Uppsali. Zajmował się badaniami nad analizą widmową (spektralną). Prowadził badania nad Kometą Halleya. W 1862 roku odkrył wodór w atmosferze Słońca. W 1869 opublikował pierwszą mapę widma słonecznego. Jego dzieło Recherches sur le spectre solaire (1869) jest atlasem widma słonecznego.
Specjalną dziedziną jego badań naukowych była nauka o przewodnictwie cieplnym i spektroskopia. Uwagi jego o istocie iskry elektrycznej wybiegają w nieznaną wówczas dziedzinę analizy spektralnej. Największe znaczenie posiadają staranne badania Ångströma nad widmem słonecznym i długością jego fal świetlnych, jak też nad istotą słońca o północy, które pierwszy zanalizował. Jego nazwiskiem nazwano jednostkę długości angstrem, którą po raz pierwszy wprowadził w 1868 roku. Jego syn Knut Johan Ångström był również wybitnym fizykiem, a wnuk Anders Knutson Ångström także był zasłużonym fizykiem.